# Phyllachora espeletiae
Phyllachora espeletiae är en svampart som beskrevs av Syd. 1914. Phyllachora espeletiae ingår i släktet Phyllachora och familjen Phyllachoraceae.   Inga underarter finns listade i Catalogue of Life.